# Torfowisko Wieliszewo 7
Torfowisko Wieliszewo 7 – użytek ekologiczny w województwie pomorskim, w powiecie słupskim, w gminie Dębnica Kaszubska, w obrębie ewidencyjnym Łabiszewo, około 2,8 km na wschód od północnych zabudowań wsi, na obszarze Wysoczyzny Damnickiej, utworzony dnia 13 maja 2008 na mocy Uchwały Nr XV/80/2008 Rady Gminy Dębnica Kaszubska z dnia 14 lutego 2008 r. w sprawie utworzenia użytków ekologicznych. Całkowita powierzchnia użytku wynosi 0,60 ha.
Przedmiotem ochrony jest bardzo dobrze zachowane torfowisko wysokie porośnięte młodym borem bagiennym i brzeziną bagienną (siedlisko przyrodnicze 7110 – torfowiska wysokie z roślinnością torfotwórczą (żywe)), będące częścią kompleksu torfowisk wysokich typu bałtyckiego „Torfowisko Wieliszewo”, które z kolei jest częścią torfowiska „Wieliszewskie Bagna” o łącznej powierzchni 133,70 ha.
W drzewostanie dominują siedemdziesięcioletnie sosny zwyczajne Pinus sylvestris, siedemdziesięcioletnie brzozy brodawkowate Betula pendula oraz czterdziesto- i siedemdziesięcioletnie świerki pospolite Picea abies. Na dzień powołania użytku występowało tam sześć gatunków objętych ochroną całkowitą i trzy gatunki objęte ochroną częściową. Stwierdzono obecność rosiczki okrągłolistnej Drosera rotundifolia, bagna zwyczajnego Rhododendron tomentosum i wełnianki pochwowatej Eriophorum vaginatum.
Właścicielem gruntu jest Skarb Państwa, zarządcą „Lasy Państwowe” Nadleśnictwo Łupawa, w obszarze leśnictwa Podole Małe.